# Heligonka

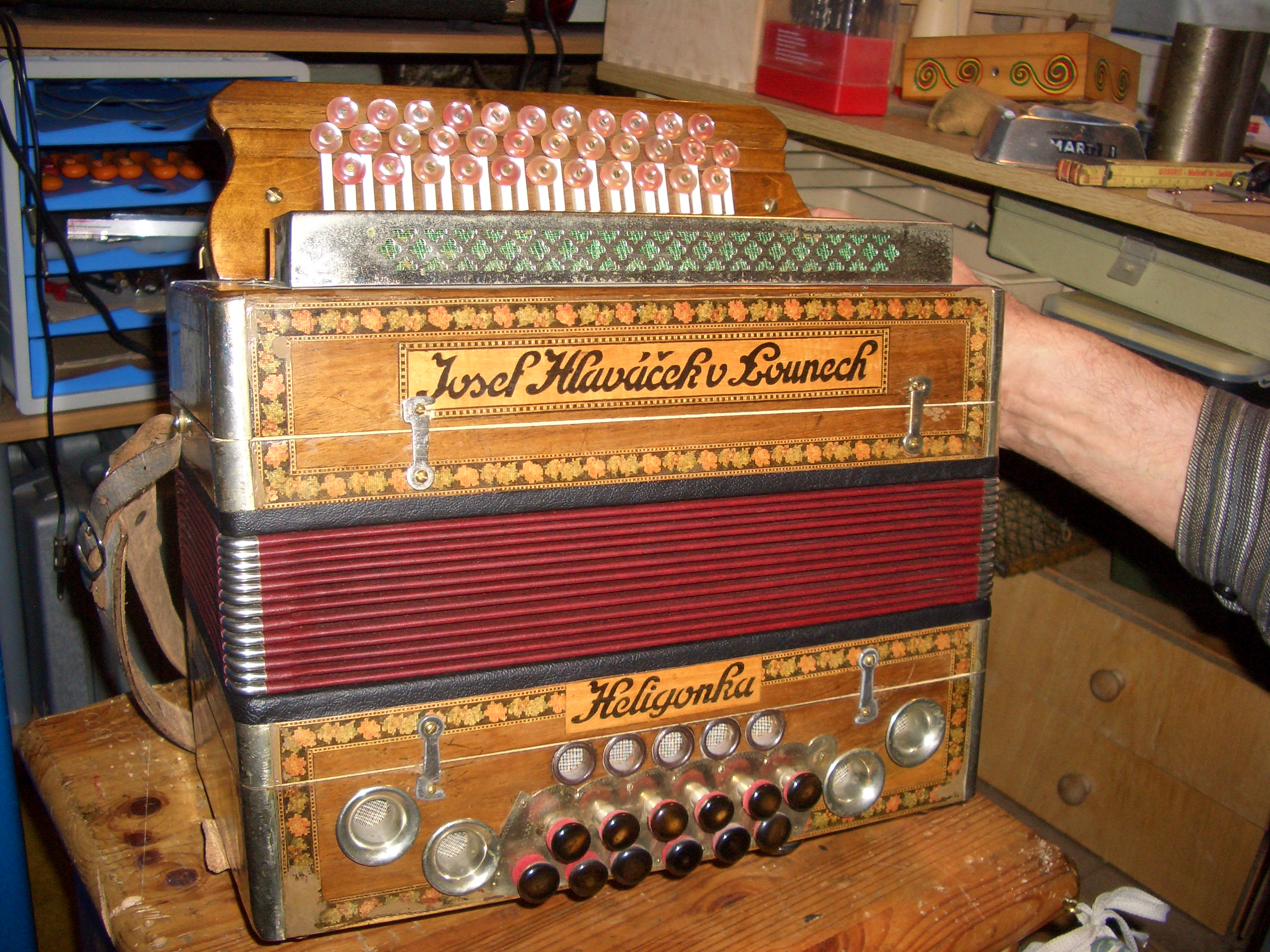
Heligonka

Heligonka nebo helikónka je diatonická knoflíková tahací harmonika (melodeon) doplněná o zesílenou basovou část, tzv. „heligonové basy“. Silného zvuku basových tónů je dosaženo zpravidla dvěma cestami: posunutím jednotlivých hlásků tvořících basový tón o oktávu níž než je běžné u ostatních druhů harmonik a dále umístěním robustní plotny s hlásky do dřevěného zvukovodu. Charakteristické trumpetky v basové části se částečně také podílejí na výstupu silného basového tónu, jejich význam je však spíše dekorační.
Označení heligonka je odvozeno od názvu dechového basového nástroje heligónu, jehož zvuk „heligonové basy“ svou hlubokou polohou vzdáleně připomínají.
Heligonka se objevuje v české, slovenské a goralské lidové hudbě. Vznikla zřejmě koncem 19. století jako varianta podobné štýrské harmoniky. Známými tvůrci heligonek byli kupříkladu nástrojáři Josef Hlaváček, Antonín Hlaváček, Konstantin Stibitz.